# Duandra
Die Duandra ist ein 2012 von Shipyard Trico B.V. in Rotterdam in Zusammenarbeit mit der Rensen-Driessen Shipbuilding B.V., Zwijndrecht für die Olesia B.V. gebautes Tankmotorschiff. Der Rumpf wurde in China von der Werft Sainty Marine in Jiang Du gefertigt und zusammen mit anderen Rohbauten mit einem Schwerlastponton in die Niederlande verschifft. Das Duandra ist das erste mit einem Hybridantrieb ausgerüstete Tankschiff.

## Konstruktion
Der 110 Meter lange und 16,2 Meter breite Rumpf ist in Doppelhüllenbauweise ausgeführt und verfügt über acht Ladetanks mit je 750 m³ Inhalt. Der Antrieb erfolgt mit zwei Volvo-Penta-Dieselmotoren über ein Wendegetriebe mit Untersetzung auf zwei Festpropeller in Düsen. Als zweiter Antrieb ist an jedem Getriebe ein 350 kW Elektromotor angebaut. Je nach Belastung können die Propeller direkt von den Dieselmotoren oder von den Elektromotoren angetrieben werden. Der Strom für den elektrischen Antrieb wird von zwei im Bug installierten Volvo-Penta-Dieselgeneratoren mit je 500 kW erzeugt. Bei langsamer Fahrt reicht die Leistung eines Generators aus. Bei Bedarf können der zweite Generator oder auch die Hauptantriebsmotoren zugeschaltet werden. Die Höchstleistung beträgt 827 kW (1125 PS) pro Propeller.

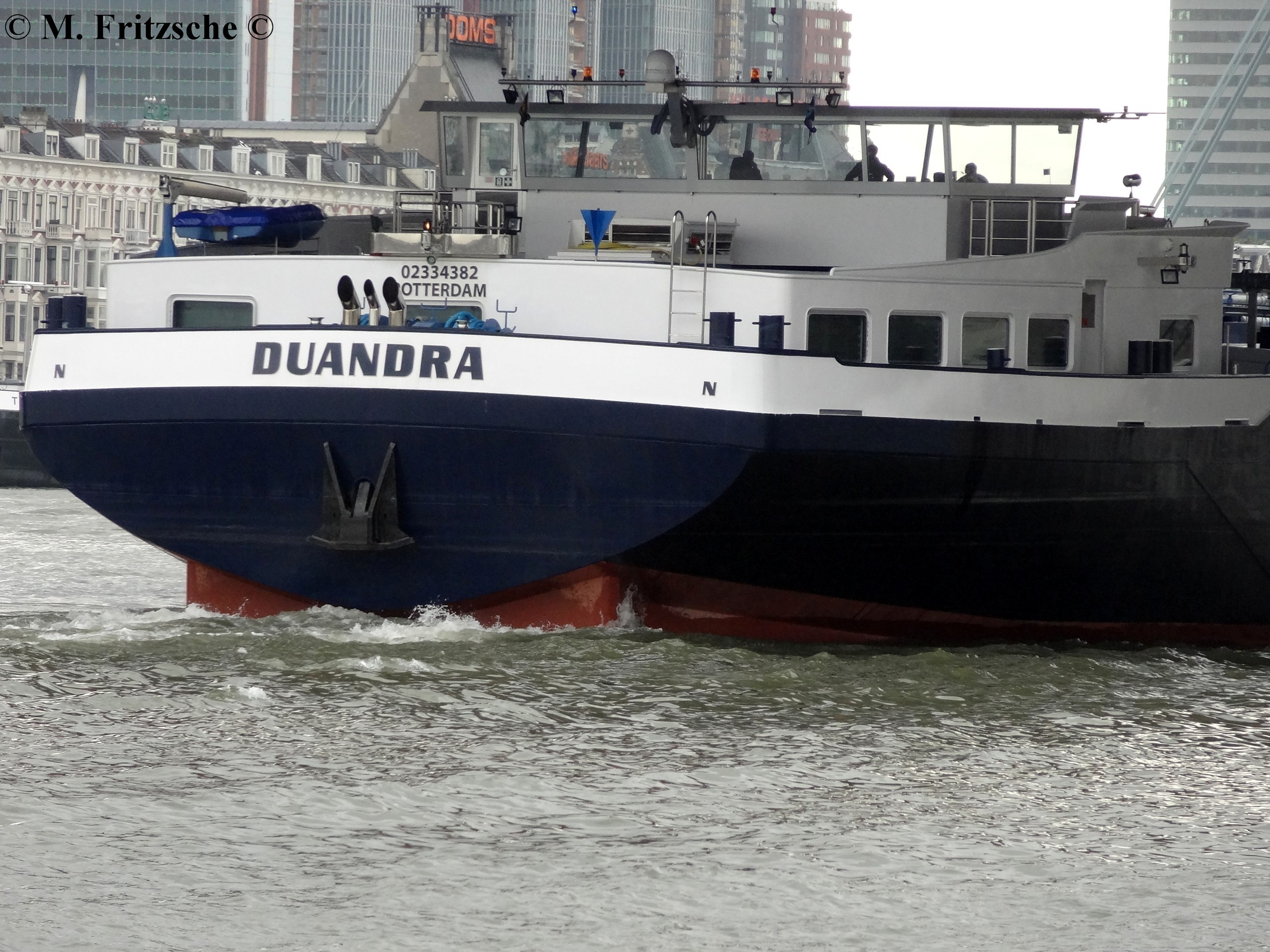
Heckansicht

Durch den Einbau von kleineren Motoren, die auch noch in großer Stückzahl hergestellt werden, verringern sich die Baukosten des Schiffs. Außerdem ist ein Betrieb der Motoren im verbrauchsgünstigsten Drehzahlbereich möglich, was zu einer Brennstoffersparnis führt. Alle Dieselmotoren sind mit Katalysatoren, Rußfiltern und Harnstoffeinspritzung zur Abgasreinigung ausgerüstet und erfüllen die ab 2016 geltenden Abgasnormen. Die Abwärme der Motoren wird für die Heizung von Wohnung und Ruderhaus sowie für die Warmwassererzeugung genutzt.
Im Bug ist ein Vier-Kanal-Bugstrahlruder mit 465 kW vom Typ Veth-Jet 4-K-1400B eingebaut.